# Age of Nemesis
Az Age of Nemesis magyar progresszív metal együttes 1997 nyarán alakult Nemesis néven. Első három magyar nyelvű albumuk is ezen a néven jelent meg. Az együttes alapító tagjai: Thorday Ákos énekes, Fábián Zoltán gitáros, Nagy György billentyűs, Pethe György basszusgitáros és Szerecsen Mihály dobos.

## Története
Soha nem kívántak az éppen aktuális zenei irányzatokat figyelembe véve dolgozni, kizárólag az érzelmeiket, hangulataikat fejezték ki. Bemutatkozó albumuk 1998-ban került a boltokba, szerzői kiadásban Nemesis címmel, melyet mind a közönség, mind a kritikusok jól fogadtak. Abban az évben turnéra indultak, más hasonló stílust játszó zenekarokkal közösen. 
1999-ben szerződést kötöttek a GULA Records kiadóval, és ez év őszén megjelent az Abraxas című albumuk. Ezzel az albummal a progresszív színtér élvonalába kerültek. Az 1999-es Progfesten már főzenekarként szerepeltek, majd két országos turnét bonyolítottak le.
2000. december 16-án mindenféle nézeteltérések miatt a zenekar első felállása megszűnt. Fábián Zoltán és Nagy György mellé Nagy László dobos, Kiss Zoltán énekes és Berczell Csaba basszusgitáros érkezett. 2001-ben az a formáció vonult stúdióba, az addig rögzített felvételek angol nyelvű verziójának elkészítésére.
A csapat azt követően többször bebarangolta Magyarországot, természetesen a kiemelkedő fesztiválokat sem hagyták ki, a Szigeten, a Summers Rockon és a FeZen-en is felléptek. Ennek csúcsaként hatalmas bulit prezentáltak a népes közönségnek 2001-ben a második Progfesten.
Időközben szerződést kötöttek az amerikai Laser's Edge kiadóval, ennek eredményeként 2002. július 3-án egyszerre 16 országban jelent meg első angol nyelvű lemezük az Eden. Magyarul sem tétlenkedtek, még abban az évben kiadták harmadik lemezüket Terra Ingocnita címmel.
2004 januárjában kilépett az együttesből Berczel Csaba, helyére Krecsmarik Gábor érkezett. 2004 nyarán olyan együttesek előzenekaraként léptek fel, mint a Judas Priest és a Queensrÿche. 2006-ban, Age of Nemesis-re módosított névvel, az amerikai Magna Carta kiadóval leszerződve dobták piacra második angol nyelvű albumukat, Psychogeist címmel.

## Diszkográfia
Magyar nyelvű albumok
- Nemesis (1998)
- Abraxas (1999)
- Terra Incognita (2002)

Angol nyelvű albumok
- Eden? (2002)
- Psychogeist (2006)